# Hetaeria hylophiloides
Hetaeria hylophiloides là một loài thực vật có hoa trong họ Lan. Loài này được (Carr) Ormerod & J.J.Wood mô tả khoa học đầu tiên năm 2001.